# Nicholas Levan

Nick Levan, est un personnage fictif de la série britannique Skins interprété par Sean Teale. Il apparaît pour la première fois dans la saison 5, ainsi que le reste de la troisième génération.
Sportif populaire, capitaine de l'équipe de rugby. En couple avec Mini. Ambitieux, détestant perdre. Il est révélé dans l'épisode Liv qu'il est le frère de Matty.